# David Sesa
David Sesa (Zürich, 10 juli 1973) is een Italiaans-Zwitserse voetbalcoach en voormalig voetballer.

## Spelerscarrière
David Sesa maakte in het seizoen 1991/92 zijn officieel debuut voor FC Zürich. De Zwitserse aanvaller speelde twee seizoenen voor de club alvorens de overstap te maken naar tweedeklasser FC Baden.
Na een seizoen in de tweede divisie waarin hij 22 keer scoorde, versierde Sesa een transfer naar toenmalig landskampioen Servette FC, waar hij een ploeggenoot werd van onder meer René Weiler. Met Servette nam hij in zijn eerste seizoen deel aan de UEFA Champions League. Hij voetbalde zich bij de club ook in de kijker van de nationale ploeg.
In 1997/98 werd de vleugelspits vicekampioen met Servette, waarna hij getransfereerd werd naar Lecce. De Italiaanse club vertoefde op dat ogenblik in de Serie B. In zijn eerste jaar eindigde hij met Lecce op de vierde plaats, waardoor de club terug naar de Serie A mocht. Na een jaar op het hoogste niveau in Italië werd Sesa overgenomen door Napoli. Daar werd hij in de loop der jaren een ploeggenoot van onder meer Marek Jankulovski, Amauri, Massimiliano Vieri en Mario Cvitanović.
In zijn eerste seizoen voor Napoli streed hij tegen de degradatie. De club eindigde uiteindelijk op de zeventiende plaats en zakte naar de Serie B. In die afdeling voetbalde hij drie seizoenen voor de Zuid-Italiaanse club.
In 2004 keerde Sesa terug naar Zwitserland, waar hij zich aansloot bij FC Aarau. Hij kwam er amper aan spelen toe en besloot een stap terug te zetten. In de loop van het seizoen 2004/05 ging hij aan de slag bij de Italiaans vierdeklasser AC Palazzolo. Tot 2010 voetbalde hij in de lagere reeksen nog voor SPAL Ferrara en Rovigo.

## Nationale ploeg
Sesa maakte in maart 1996 onder bondscoach Artur Jorge zijn debuut voor het Zwitsers voetbalelftal. Enkele maanden later mocht hij van bondscoach Rolf Fringer ook deelnemen aan het EK 1996 in Engeland. De toen 22-jarige aanvaller kwam tijdens het toernooi niet in actie. In totaal speelde Sesa 36 keer voor de nationale ploeg.
| Interlands van David Sesa voor Zwitserland | Interlands van David Sesa voor Zwitserland | Interlands van David Sesa voor Zwitserland | Interlands van David Sesa voor Zwitserland | Interlands van David Sesa voor Zwitserland | Interlands van David Sesa voor Zwitserland |
| №                                          | Datum                                      | Wedstrijd                                  | Uitslag                                    | Competitie                                 | Goals                                      |
| ------------------------------------------ | ------------------------------------------ | ------------------------------------------ | ------------------------------------------ | ------------------------------------------ | ------------------------------------------ |
| 1                                          | 27 Mar 1996                                | Oostenrijk – Zwitserland                   | 1–0                                        | Vriendschappelijk                          |                                            |
| 2                                          | 31 Aug 1996                                | Azerbeidzjan – Zwitserland                 | 1–0                                        | WK-kwalificatie                            |                                            |
| 3                                          | 02 Apr 1997                                | Zwitserland – Letland                      | 1–0                                        | Vriendschappelijk                          |                                            |
| 4                                          | 06 Aug 1997                                | Slowakije – Zwitserland                    | 1–0                                        | Vriendschappelijk                          |                                            |
| 5                                          | 20 Aug 1997                                | Hongarije – Zwitserland                    | 1–1                                        | WK-kwalificatie                            |                                            |
| 6                                          | 06 Sep 1997                                | Zwitserland – Finland                      | 1–2                                        | WK-kwalificatie                            |                                            |
| 7                                          | 10 Sep 1997                                | Noorwegen – Zwitserland                    | 5–0                                        | WK-kwalificatie                            |                                            |
| 8                                          | 11 Oct 1997                                | Zwitserland – Azerbeidzjan                 | 5–0                                        | WK-kwalificatie                            |                                            |
| 9                                          | 25 Mar 1998                                | Zwitserland – Engeland                     | 1–1                                        | Vriendschappelijk                          |                                            |
| 10                                         | 22 Apr 1998                                | Noord-Ierland – Zwitserland                | 1–0                                        | Vriendschappelijk                          |                                            |
| 11                                         | 06 Jun 1998                                | Zwitserland – Joegoslavië                  | 1–1                                        | Vriendschappelijk                          |                                            |
| 12                                         | 02 Sep 1998                                | Joegoslavië – Zwitserland                  | 1–1                                        | Vriendschappelijk                          | Goal                                       |
| 13                                         | 10 Oct 1998                                | Italië – Zwitserland                       | 2–0                                        | EK-kwalificatie                            |                                            |
| 14                                         | 14 Oct 1998                                | Zwitserland – Denemarken                   | 1–1                                        | EK-kwalificatie                            |                                            |
| 15                                         | 18 Nov 1998                                | Hongarije – Zwitserland                    | 2–0                                        | Vriendschappelijk                          |                                            |
| 16                                         | 10 Feb 1999                                | Oman – Zwitserland                         | 1–2                                        | Vriendschappelijk                          |                                            |
| 17                                         | 10 Mar 1999                                | Zwitserland – Oostenrijk                   | 2–4                                        | Vriendschappelijk                          |                                            |
| 18                                         | 27 Mar 1999                                | Wit-Rusland – Zwitserland                  | 0–1                                        | EK-kwalificatie                            |                                            |
| 19                                         | 28 Apr 1999                                | Griekenland – Zwitserland                  | 1–1                                        | Vriendschappelijk                          |                                            |
| 20                                         | 09 Jun 1999                                | Zwitserland – Italië                       | 0–0                                        | EK-kwalificatie                            |                                            |
| 21                                         | 04 Sep 1999                                | Denemarken – Zwitserland                   | 2–1                                        | EK-kwalificatie                            |                                            |
| 22                                         | 08 Sep 1999                                | Zwitserland – Wit-Rusland                  | 2–0                                        | EK-kwalificatie                            |                                            |
| 23                                         | 09 Oct 1999                                | Wales – Zwitserland                        | 0–2                                        | EK-kwalificatie                            |                                            |
| 24                                         | 29 Mar 2000                                | Zwitserland – Noorwegen                    | 2–2                                        | Vriendschappelijk                          |                                            |
| 25                                         | 26 Apr 2000                                | Duitsland – Zwitserland                    | 1–1                                        | Vriendschappelijk                          |                                            |
| 26                                         | 16 Aug 2000                                | Zwitserland – Griekenland                  | 2–2                                        | Vriendschappelijk                          |                                            |
| 27                                         | 07 Oct 2000                                | Zwitserland – Faeröer                      | 5–1                                        | WK-kwalificatie                            |                                            |
| 28                                         | 15 Nov 2000                                | Tunesië – Zwitserland                      | 1–1                                        | Vriendschappelijk                          |                                            |
| 29                                         | 02 Jun 2001                                | Faeröer – Zwitserland                      | 0–1                                        | WK-kwalificatie                            |                                            |
| 30                                         | 06 Jun 2001                                | Zwitserland – Slovenië                     | 0–1                                        | WK-kwalificatie                            |                                            |
| 31                                         | 15 Aug 2001                                | Oostenrijk – Zwitserland                   | 1–2                                        | Vriendschappelijk                          |                                            |
| 32                                         | 01 Sep 2001                                | Zwitserland – Joegoslavië                  | 1–2                                        | WK-kwalificatie                            |                                            |
| 33                                         | 05 Sep 2001                                | Luxemburg – Zwitserland                    | 0–3                                        | WK-kwalificatie                            |                                            |
| 34                                         | 06 Oct 2001                                | Rusland – Zwitserland                      | 4–0                                        | WK-kwalificatie                            |                                            |
| 35                                         | 13 Feb 2002                                | Zwitserland – Hongarije                    | 2–1                                        | Vriendschappelijk                          |                                            |
| 36                                         | 15 May 2002                                | Zwitserland – Canada                       | 1–3                                        | Vriendschappelijk                          |                                            |

## Statistieken
| Seizoen | Club         | Land                 | Competitie       | Duels | Goals |
| ------- | ------------ | -------------------- | ---------------- | ----- | ----- |
| 1991/92 | FC Zürich    | Vlag van Zwitserland | Super League     | 11    | 1     |
| 1992/93 | FC Zürich    | Vlag van Zwitserland | Super League     | 19    | 1     |
| 1993/94 | FC Baden     | Vlag van Zwitserland | Challenge League | 27    | 22    |
| 1994/95 | Servette FC  | Vlag van Zwitserland | Super League     | 34    | 2     |
| 1995/96 | Servette FC  | Vlag van Zwitserland | Super League     | 33    | 8     |
| 1996/97 | Servette FC  | Vlag van Zwitserland | Super League     | 29    | 5     |
| 1997/98 | Servette FC  | Vlag van Zwitserland | Super League     | 33    | 17    |
| 1998/99 | US Lecce     | Vlag van Italië      | Serie B          | 30    | 7     |
| 1999/00 | US Lecce     | Vlag van Italië      | Serie A          | 29    | 7     |
| 2000/01 | SSC Napoli   | Vlag van Italië      | Serie A          | 16    | 1     |
| 2001/02 | SSC Napoli   | Vlag van Italië      | Serie B          | 20    | 1     |
| 2002/03 | SSC Napoli   | Vlag van Italië      | Serie B          | 18    | 2     |
| 2003/04 | SSC Napoli   | Vlag van Italië      | Serie B          | 22    | 0     |
| 2004/05 | FC Aarau     | Vlag van Zwitserland | Super League     | 3     | 0     |
| 2004/05 | AC Palazzolo | Vlag van Italië      | Serie C2         | 12    | 2     |
| 2005/06 | SPAL Ferrara | Vlag van Italië      | Serie C2         | 15    | 6     |
| 2006/07 | SPAL Ferrara | Vlag van Italië      | Serie C2         | 32    | 9     |
| 2007/08 | SPAL Ferrara | Vlag van Italië      | Serie C2         | 29    | 5     |
| 2008/09 | Rovigo       | Vlag van Italië      | Serie C2         | 24    | 2     |
| 2009/10 | Rovigo       | Vlag van Italië      | Serie D          | 30    | 0     |
| TOTAAL  | TOTAAL       | TOTAAL               | TOTAAL           | 466   | 98    |

## Trainerscarrière
Na zijn spelerscarrière werd Sesa een scout voor zijn ex-club AC Palazzolo. Van 2012 tot 2014 was hij in de Zwitserse Challenge League hoofdcoach van FC Wohlen. Hij werd in februari 2014 ontslagen omwille van de slechte resultaten van zijn ploeg. Hij werd opgevolgd door Ciriaco Sforza. In juni 2016 werd hij samen met Thomas Binggeli bij RSC Anderlecht de assistent van zijn oud-ploeggenoot René Weiler. Het Zwitserse trio veroverde samen de landstitel. Op 18 september 2017 werd Weiler ontslagen. Sesa en Binggeli bleven langer bij de club om interim-coach Nicolás Frutos te assisteren. Op 3 oktober 2017 werden ook de contracten van Sesa en Binggeli stopgezet.